# 루드비 홀스테인홀스테인보르
루드비 헨리크 카를 헤르만 홀스테인홀스테인보르(덴마크어: Ludvig Henrik Carl Herman Holstein-Holsteinborg, 1815년 7월 18일~1892년 4월 28일)는 덴마크의 정치인이다. 1870년 5월 28일부터 1874년 7월 14일까지 제12대 덴마크의 총리를 역임했다.